# A-90 Orlyonok
L’A-90 Orlyonok (en russe : « Орлёнок », signifiant « Aiglon ») est un aéronef soviétique à effet de sol de type ekranoplan (ou ekranoplane). 

## Histoire
Dans les années 1960, la marine soviétique était intéressée par un navire de transport militaire rapide. Rostislav Alekseïev, spécialiste des hydroptères et directeur du ЦКБ по СПК (ru) (Bureau central de conception d'hydroptères) à Nijni Novgorod, conçut alors une série de prototypes qui ont débouché sur le KM en 1966, puis sur l'Orlyonok en 1972.

## Conception
L'Orlyonok a été conçu pour des missions de transport et d'assaut. Le nez du fuselage pivote pour permettre l'accès des véhicules à bord. À la différence des autres ekranoplanes, il est amphibie : muni de roues, il est basé à terre et non sur l'eau.
La disposition des moteurs est inhabituelle : l'engin présente un moteur pour le vol de croisière et deux moteurs d'appoint pour le décollage. Le moteur de croisière est un turbopropulseur Kouznetsov NK-12 très puissant (13 000 ch) disposé en haut de la dérive, entraînant deux hélices contrarotatives. Les moteurs d'aide au décollage sont deux turboréacteurs Kouznetsov NK-8 placés sur les côtés du fuselage en amont de l'aile, orientés vers le bas et utilisés comme soufflantes pour augmenter la sustentation (système PAR, Power Augmented Ram).
L'avion dispose sous le fuselage d'un hydroski relevable, servant essentiellement d'amortisseur pendant l'amerrissage. Il peut également être légèrement sorti au décollage.

## Production
Alors qu'il était prévu d'en construire 120 exemplaires, seulement cinq A-90 Orlyonok ont été construits, dont quatre ont été mis en service, le premier prototype, le S-20, n'ayant servi que pour des essais statiques. 
Quatre exemplaires volants ont été construits, dont l'un s'est écrasé dans la Caspienne en 1975 et a ensuite été reconstruit. L'avion est entré au service militaire en 1979 avec trois A-90 qui seraient toujours opérationnels en 1993. Par la suite, ils auraient été mis sous cocon à la base navale de Kaspiisk sur la Caspienne.
Les quatre appareils ayant volé sont :
- S-21, mis en service le 11 mars 1979, perdu lors d'un accident le 28 août 1992 : lors d'un remorquage dans des conditions orageuses, il a chaviré puis a été coulé par les navires de la Flotte de la Caspienne (ru) ;
- S-23, premier prototype ayant volé, accidenté le 24 novembre 1974 et installé comme monument à Kaspiisk ;
- S-25, terminé en 1979, mis en service le 27 octobre 1981, déclassé en 1999 ;
- S-26, terminé en 1980, mis en service le 30 décembre 1983, déclassé en 2006 et conservé depuis 2007 à Moscou, au Musée de la Marine (ru).

L'A-90 est entré en service militaire actif en 1979. Les appareils S-25 et S-26 sont restés en service au-moins jusqu'en 1993.

## Caractéristiques

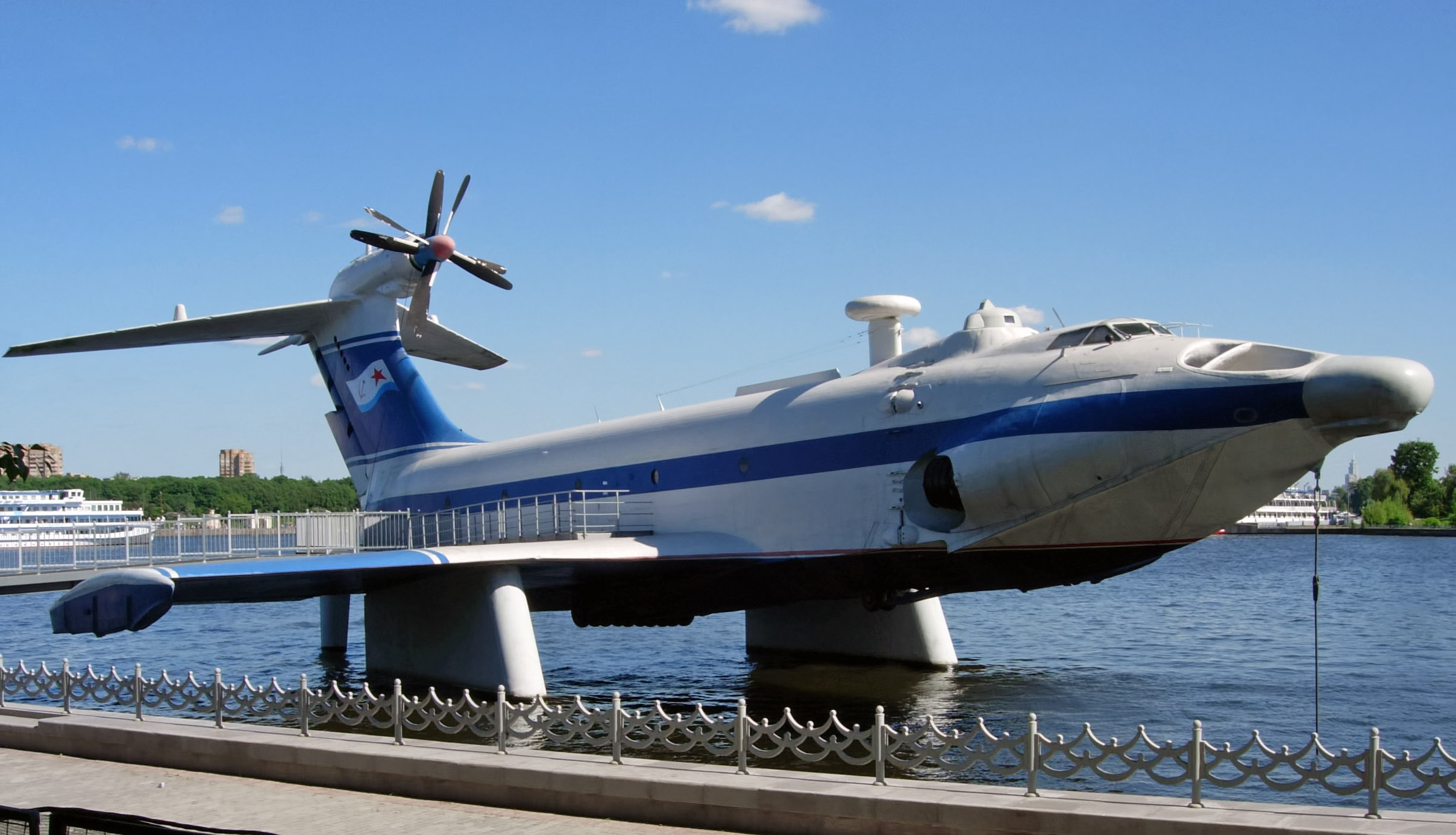
L'A-90 Orlyonok S26.

Équipage : 6 à 9
Capacité : 150 personnes
Masses
Masse à vide : environ 70 t
Charge utile : 27 à 40 t
carburant : 15 à 28 t
masse en charge : 110 t
masse max : 125 ou 140 t
Construction
Fuselage, aluminium épais, soudé (technique marine)
voilure : aluminium mince, riveté (technique aviation)
Dimensions
Longueur : 58,10 m
Envergure : 31,50 m
Surface portante : 304 m2
Stabilisateur : 121 m2
Motorisation-propulsion
Moteur de croisière : turbopropulseur Kouznetsov NK-12MK
puissance : 9 900 kW (13 270 ch)
Propulsion : 2 hélices contrarotatives, diamètre de 6 m
Poussée statique : 152 kN (15 200 kgp)
Moteurs de décollage : 2 turboréacteurs Kouznetsov NK-8-4K
Poussée unitaire : 103 kN
Poussée totale : 358 kN (soit 29 % de la masse maximale)
Performances (selon Wingship Investigation)
Vitesse de décollage : 200 - 220 km/h
Vitesse de croisière : 370 km/h
Consommation en croisière : 3 t/h
Rayon de virage : 2,5 à 3 km à 370 km/h
Altitude en virage : 3 à 4 m (pour pouvoir incliner l'avion)
Vitesse de décrochage : 250 km/h
Distance franchissable : 2 000 km

## Dans la culture
- Il apparaît l'album numéro 45 de Les Aventures de Buck Danny : Les Secrets de la mer Noire, appelé par le surnom Orlan.

## Sources
- (en) Wingship Investigation (ARPA 1994), final Report vol.1 , Vol.2 , vol.3

## Articles associés
- Ekranoplane (avion à effet de sol)
- KM (ekranoplane)
- Lun, un autre modèle d'ekranoplan
- Avion à effet de sol
- Effet de sol
- Navion